# Gonzalo Curiel
Gonzalo Curiel Barba (Guadalajara, Jalisco, 10 de enero de 1904 - Ciudad de México, 4 de julio de 1958), conocido como Gonzalo Curiel, fue un músico mexicano y compositor de numerosas melodías, además de la banda sonora de películas mexicanas.

## Biografía
Fue hijo del matrimonio de Juan Nepomuceno Curiel Guerrero y María de Jesús Barba Riestra, y tuvo dos hermanos: María Elisa y Juan Luis. 
Desde niño mostró inclinación por la música. A los seis años aprendió a tocar el piano, y más adelante la guitarra y el violín.
En su ciudad natal cursó todos sus estudios, hasta el cuarto año de Medicina, carrera que estudiaba debido a que su padre le exigía un título profesional. Pero su gran vocación por la música se impuso, y en 1927 dejó la universidad para trasladarse a la Ciudad de México. Ya instalado en la capital, trabajó como pianista en una casa de música, para la grabación de rollos de pianola.

### Primera gira internacional como pianista
Y precisamente como pianista se inició profesionalmente en la música, tocando en la emisora de radio XEW. Llevaba dos meses de haber ingresado a esa radiodifusora, cuando el doctor y cantante Alfonso Ortiz Tirado, quien al día siguiente salía a una gira internacional, recibió la noticia de que su pianista estaba enfermo, por lo que le pidió a Gonzalo Curiel que lo sustituyera.
Esta gira le brindó a Gonzalo la oportunidad de dar a conocer su trabajo y talento, y le sirvió de plataforma para, más adelante, crear grupos musicales y convertirse en uno de los primeros artistas que trabajaron al frente de su propia orquesta.

### Grupos Ritarmelo, Los Diablos Azules, Los Caballeros de la Armonía, y Escuadrón del Ritmo
Fue así como surgió el Grupo Ritarmelo (acrónimo de "Ritmo, armonía y melodía"), integrado por Emilio Tuero, Pablo y Carlos Martínez Gil y Ciro Calderón, y dirigido por Gonzalo. Después, buscando siempre innovaciones, formó a Los Diablos Azules y Los Caballeros de la Armonía, entre otros grupos.
Dio vida al que sería su famoso Escuadrón del Ritmo, que llegó a tener gran renombre y marcó toda una época entre las orquestas de baile en eventos sociales, así como de variedad principal en teatros de revista. Con esta orquesta realizó giras por todo México y Estados Unidos, además de Brasil, Argentina y Chile.

### Orquesta de Gonzalo Curiel
Finalmente integró la Orquesta de Gonzalo Curiel, que consolidó el prestigio del compositor, y a la que conservó el maestro Curiel hasta su fallecimiento.
Durante su carrera Gonzalo Curiel incursionó en tres importantes áreas de la música: la popular, la de fondo para películas y la sinfónica.

### Composiciones
Dentro de la música popular su obra fue muy amplia, pero sin duda es Vereda Tropical la canción con la que obtuvo mayores satisfacciones, debido a la popularidad que adquirió tanto nacional como internacionalmente. Su canción también fue de las que más llegó al gusto de la gente. 
Entre otras creaciones de Gonzalo Curiel que llegaron al gusto del público están Temor, Un Gran Amor, Caminos de Ayer, Son tus Ojos Verde Mar, Amargura, Incertidumbre, Calla Tristeza, Dime, Morena Linda, Noche de Luna, Desesperanza, Dolor de ya no verte, Me acuerdo de ti y Llévame.
En la mayoría de sus canciones escribió tanto la letra como la música, y también realizó algunas en coautoría, como El mar y En cada puerto un amor, con Ernesto Cortázar; Deseo, Sorpresa y He querido olvidar, con Alfonso Espriú Herrera (padre de María Eugenia Espriú Salazar de Delgado y suegro del político Celso Humberto Delgado Ramírez). Con Ricardo López Méndez compuso Déjame, Tu boca y yo, y Tu partida, mientras que con Mario Molina Montes hizo De dónde vienes y Mira cuántas cosas. En mancuerna con Gabriel Luna de la Fuente creó Inevitablemente.
Algunas de sus canciones continúan en el gusto del público, y muchas otras al no haberse grabado recientemente, están disponibles para intérpretes y grupos musicales que deseen incluirlas en sus repertorios, en sus presentaciones y en nuevas grabaciones de discos.

### Banda sonora de películas
Gonzalo Curiel contribuyó con la composición de las bandas sonoras de 180 películas mexicanas, además de musicalizar producciones para el cine estadounidense y el francés. En 1954 se hizo acreedor al premio Ariel, por la música de fondo de la película Eugenia Grandet. En 1958 fue nominado por la música de la cinta Vainilla, bronce y morir.
Entre otras cintas musicalizadas por Gonzalo Curiel que vale la pena destacar, se encuentran Soy un prófugo y A volar joven, ambas con Cantinflas; Lo que le pasó a Sansón, con Tin Tán; Ángel o Demonio, Santa, Paraíso Robado, La casa de la zorra, Cantando nace el amor, Hombres de mar, Cartas a Eufemia, El genial detective Peter Pérez, entre otras.

### Conciertos para piano y orquesta
También compuso tres conciertos para piano y orquesta, con tres movimientos cada uno. Estas obras representaron la culminación de su sólida preparación y su carrera musical.

### Fundación del SMACEM
Gonzalo Curiel, al compartir ideales con Alfonso Esparza Oteo, Ignacio Fernández Esperón alias "Tata Nacho" y Mario Talavera, entre otros, para mejorar la situación económica de los compositores, fundaron el Sindicato Mexicano de Autores, Compositores y Editores de Música (SMACEM) y, posteriormente, la Sociedad de Autores y Compositores de Música, institución de cuyo Consejo Directivo fue presidente en dos periodos.

### Reconocimientos
En vida recibió muchos reconocimientos de diversa índole, pero han sido más los que se le han hecho después de su fallecimiento: algunas calles y avenidas en la República Mexicana llevan su nombre; varios bustos de bronce inmortalizan su recuerdo; se colocó una placa en la casa donde nació y, en febrero de 2001, el gobierno de Jalisco develó el Muro de los 100 Jaliscienses Ilustres, en donde figura el maestro Curiel.
En 2009, fue galardonado por la Sociedad de Autores y Compositores con el Reconocimiento Póstumo Juventino Rosas, una presea post mortem, instituida para honrar a los autores y compositores mexicanos cuya obra ha trascendido las fronteras lingüísticas y culturales, permaneciendo vigente hasta nuestros días, para gloria de México en el mundo.

### Muerte
Gonzalo Curiel falleció de un infarto al miocardio, en su hogar, el 4 de julio de 1958. Sus restos reposan en el Panteón Jardín de San Ángel, en la Ciudad de México.

## Familia
Su hija, Tena Curiel Montaño, fue actriz de doblaje desde la década de 1960 hasta el 2010.

## Canciones
Las más populares:
- Vereda tropical
- Noche de Luna
- Incertidumbre
- Un gran amor
- Temor
- Desesperanza
- Son tus ojos verde mar
- Sorpresa (Música de Gonzalo Curiel. Letra de Alfonso Espriú Herrera (padre de María Eugenia Espriú Salazar de Delgado y suegro de Celso Humberto Delgado Ramírez)
- Traicionera
- Morena linda
- Dime
- Caminos de ayer
- Tu Partida (Música de Gonzalo Curiel. Letra de Ricardo López Méndez)
- Déjame (Música de Gonzalo Curiel. Letra de Ricardo López Méndez)
- Calla Tristeza

Entre sus canciones, están las siguientes (en orden alfabético):
- A Solas
- Adiós
- Amargura
- Anoche
- Antes
- Así es amar
- Ay Corazón
- Blanca
- Brazalete
- Calla
- Calla Tristeza
- Caminos de ayer
- Canta el Son
- Casualidad
- Confesión
- Con mi guitarra
- Cuándo
- De dónde vienes (Música de Gonzalo Curiel. Letra de Mario Molina Montes)
- Déjame (Música de Gonzalo Curiel. Letra de Ricardo López Méndez)
- Desesperanza
- Desear (Música de Gonzalo Curiel. Letra de Alfonso Espriú Herrera (padre de María Eugenia Espriú Salazar de Delgado y suegro de Celso Humberto Delgado Ramírez)
- Di que es mentira
- Dime
- Dolor de ya no verte (Música de Gonzalo Curiel. Letra de Conchita Curiel)
- El mar (Música de Gonzalo Curiel. Letra de Ernesto Cortázar)
- En cada puerto un amor (Música de Gonzalo Curiel. Letra de Ernesto Cortázar)
- En mi retiro
- Esperanza
- Esta noche de amor
- Fatalidad
- Fidelidad
- He querido olvidar (Música de Gonzalo Curiel. Letra de Alfonso Espriú Herrera (padre de María Eugenia Espriú Salazar de Delgado y suegro de Celso Humberto Delgado Ramírez) )
- Incertidumbre
- Inesperada
- Inevitablemente (Música de Gonzalo Curiel. Letra de Gabriel Luna de la Fuente)
- Instante
- Inútil afán
- La quiero
- Llévame
- Luna amiga
- Mañana
- Mañanita Fría
- María del Mar (Música de Gonzalo Curiel. Letra de Mario Molina Montes)
- Me acuerdo de ti
- Me enamoré (Música de Gonzalo Curiel. Letra de Rodolfo Sandoval)
- Me olvidé de ti
- Mira cuántas cosas (Música de Gonzalo Curiel. Letra de Mario Molina Montes)
- Mi querer
- Morena linda
- Muchacha del alma (Música de Gonzalo Curiel. Letra de Miguel Angel  Menéndez Reyes)
- Muy quedito
- Nada
- Nadie lo sabe
- Noche de luna
- No estás
- Notas de mi piano
- Para ella
- Puñalada
- Regalo
- Sabor de besos
- Si tu quisieras
- Sin lágrimas
- Sollozo
- Son tus ojos verde mar
- Sorpresa (Música de Gonzalo Curiel. Letra de Alfonso Espriú Herrera (padre de María Eugenia Espriú Salazar de Delgado y suegro de Celso Humberto Delgado Ramírez) )
- Soy un extraño
- Sueño
- Temor
- Traicionera
- Tu
- Tu boca y yo (Música de Gonzalo Curiel. Letra de Ricardo López Méndez)
- Tu partida (Música de Gonzalo Curiel. Letra de Ricardo López Méndez)
- Un gran amor
- Una canción en la noche
- Ven
- Vereda tropical
- Viajar (Música de Gonzalo Curiel. Letra de José Antonio Zorrilla, Monís)
- Viejo Rincón
- Visión (Música de Gonzalo Curiel. Letra de Alfonso Espriú Herrera (padre de María Eugenia Espriú Salazar de Delgado y suegro de Celso Humberto Delgado Ramírez)
- Ya nada soy

## Intérpretes
Han interpretado y/o grabado alguna o algunas de sus canciones:
- José Mojica
- Alfredo Sadel
- Genaro Salinas
- Juan Arvizu
- Adelina García
- Avelina Landín
- Pedro Infante
- Emilio Tuero
- Lupita Palomera
- Alejandro Algara
- Pedro Vargas
- Las Hermanas Águila
- Elvira Ríos
- Marilú (cantante)
- Antonio Prieto
- Irma Carlón
- Fernando Fernández
- José Alfredo Jiménez
- Pepe Jaramillo
- Javier Solís
- Amparo Montes
- Gualberto Castro
- Marco Antonio Muñiz
- Doris
- Chavela Vargas
- Chucho Avellanet
- Julieta Bermejo
- Myrza Maldonado
- Mauro Calderón
- Plácido Domingo
- Eugenia León
- Presuntos implicados
- Rodrigo de la Cadena
- Armando Manzanero
- Fernando de la Mora
- Orquesta Románticos de Cuba

## Bandas sonoras
- Su gran ilusión (1945)
- Soy un prófugo (1946)
- ¡A volar joven! (1947)
- El supersabio (1948)
- Fíjate qué suave (1948)
- El mago (1949)
- Puerta, joven (1949)
- Pobres pero sinvergüenzas (1949)
- En cada puerto un amor (1949)
- Cuando el alba llegue (Fuego en la carne) (1950)
- Traicionera (1950)
- Vivillo desde chiquillo (1951)
- Dancing, Salón de baile (1952)
- Vainilla, bronce y morir (1957)